# Преображенка (Табунский район)
Преображенка — упразднённое село в Табунском районе Алтайского края. Находилось на территории Алтайский сельсовет. Ликвидировано в 1996 г.

## География
Располагалось у восточного берега озера Большие Табуны.

## История
Основано в 1909 году. В 1928 году деревня Преображенка состояла из 104 хозяйств. В составе Ново-Киеввского сельсовета Славгородского района Славгородского округа Сибирского края.

## Население
В 1928 году в деревне проживало 582 человека (297 мужчин и 285 женщин), основное население — украинцы.